# Hluchiv
Hluchiv eller Gluchov (ukrainska: Глухів lyssna (fil), ryska: Глухов) är en stad i Sumy oblast i norra Ukraina. Staden ligger cirka 105 kilometer nordväst om Sumy. Hluchiv beräknades ha 31 789 invånare i januari 2022.

## Historia
Hluchiv omnämns år 1152 i Hypatiuskrönikan som en stad i Tjernihivstaten. I mitten av 1200-talet intogs staden av mongoler och under 1350-talet kom den under litauisk överhöghet. Den annekterades av Moskvariket år 1503 och av Polen år 1618, varvid den erhöll rättigheter i enlighet med Magdeburgrätten.
Från år 1648 var Hluchiv en del av Hetmanatet och blev ett viktigt handelscentrum. Under hetman Danylo Apostol (1727–1734) och hetman Kirill Razumovskij (1750–1764) skedde en kraftig tillväxt av staden. År 1738 grundades Hluchivs sångskola. Efter Ryska revolutionen år 1917 blev Hluchiv en del av Ukrainska folkrepubliken och i januari 1919 ockuperades staden av sovjetiska trupper.

## Ekonomi, forskning och utbildning
Stadens industri tillverkar livsmedel, linfibrer, maskiner, byggnadsmaterial och ullprodukter. Den främsta utbildningsinstitutionen är Hluchivs forskningsinstitut för växtfibrer, grundat 1931, och ett pedagogiskt universitet, grundat 1874, samt en jordbrukshögskola.

## Bildgalleri

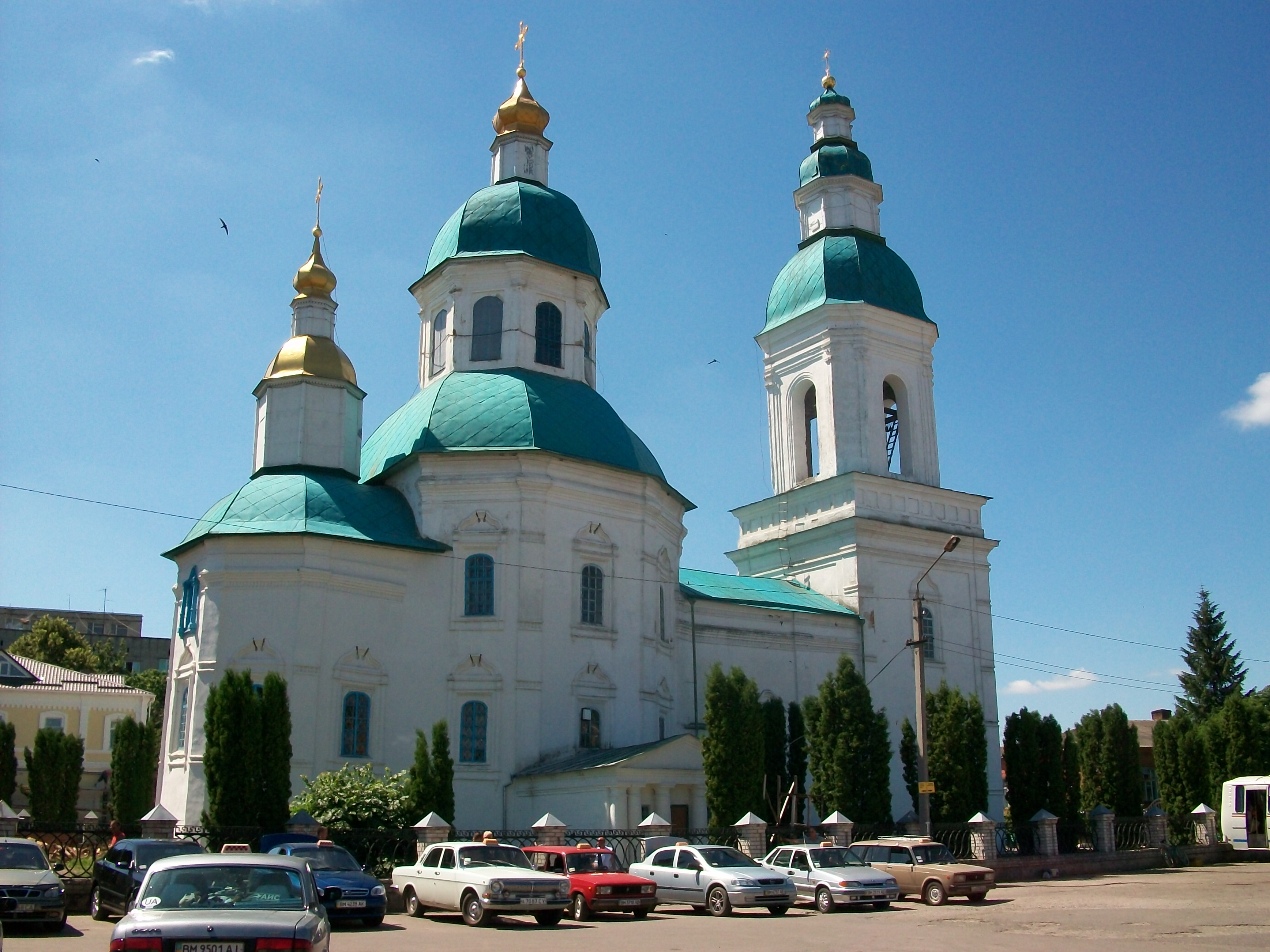
St. Nikolaikatedralen.
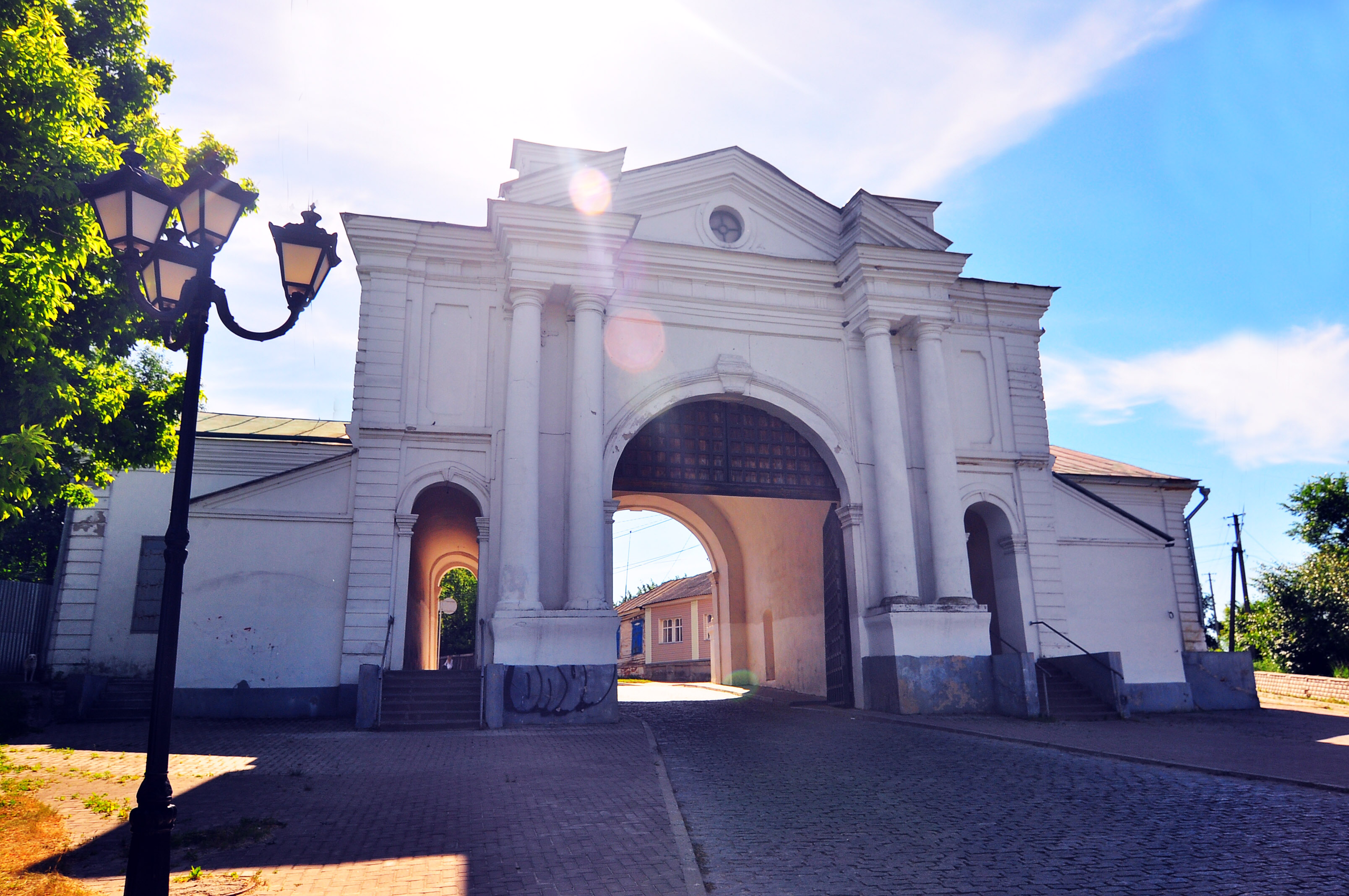
Kievporten.
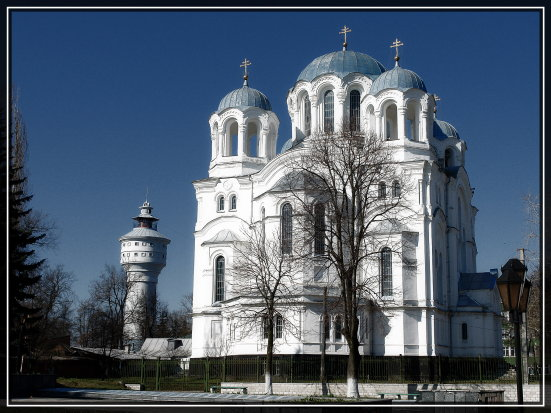
St. Anastasiakyrkan.
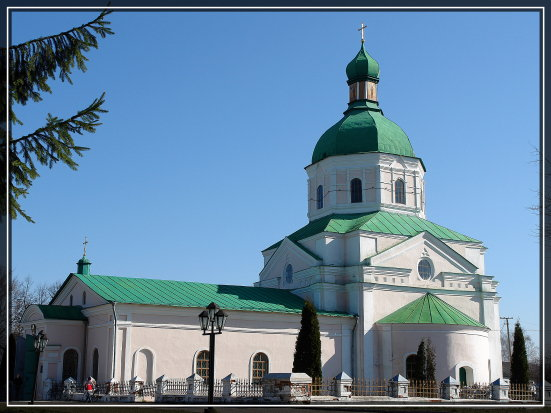
Kristi Förklaringskyrkan.
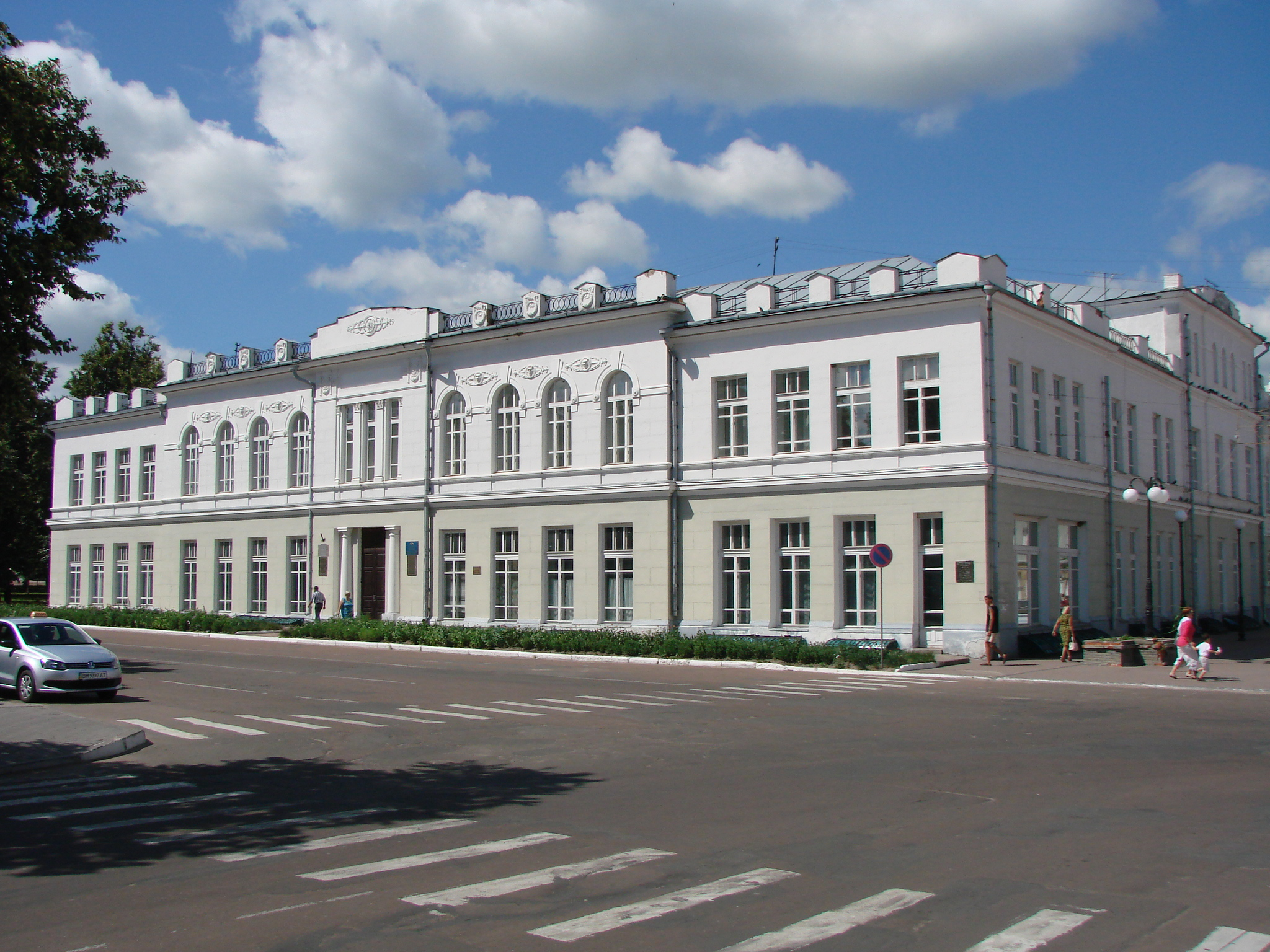
Pedagogiska universitetet.